# Sophta nitens
Sophta nitens är en fjärilsart som beskrevs av Butler 1879. Sophta nitens ingår i släktet Sophta och familjen nattflyn. Inga underarter finns listade i Catalogue of Life.